# Isabelle Druet

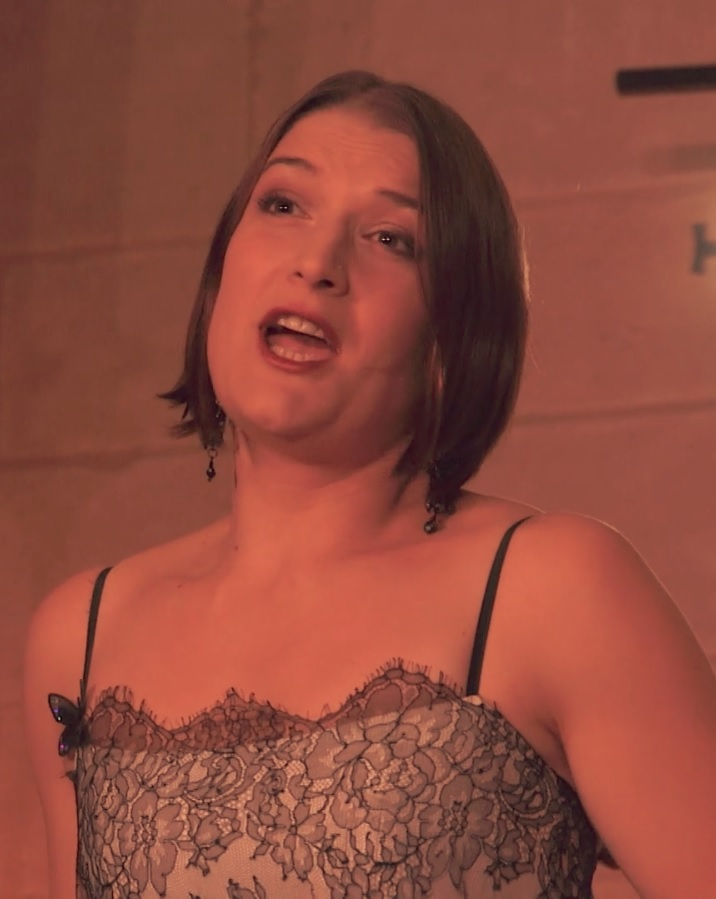
Isabelle Druet

Isabelle Druet (Niort, 19 september 1979) is een Franse mezzosopraan.

## Leven en werk
Druet was eerst actrice alvorens ze zang ging studeren aan het Conservatoire national supérieur de musique te Parijs. Ze speelde rollen in de Opéra Comique te Parijs, gaf onder andere een recital met Les Arts Florissants in Carnegie Hall en zong Das Lied von der Erde in Tokio.
In 2008 won ze de tweede prijs in de Koningin Elisabethwedstrijd 2008 (voor zang).